# دكاكيرية التدخين

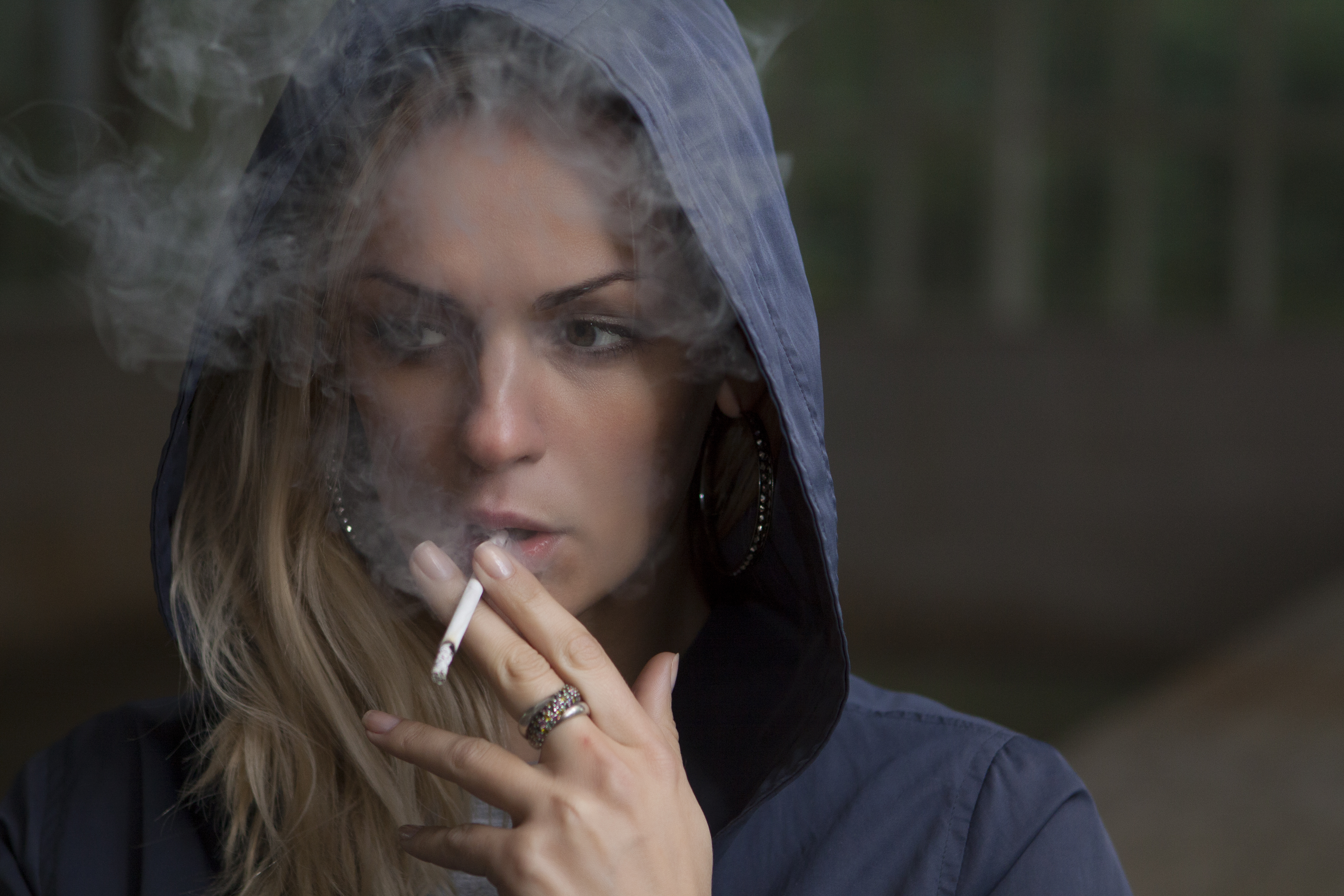
أحد أمثلة دكاكيرية التدخين (عرض أزياء ينطوي على حمل الفتاة لسيجارة في فمِها).

دكاكيرية التدخين هيَ الدكاكيرية الجنسيّة التي تعتمدُ بالأساس على كل ما هو متعلق بالاستهلاكِ الرئوي مثلَ التدخين بما في ذلك تدخين السجائر، السيجار، الأنابيب والشيشة أو النارجيلة. يقومُ هذا النوع من الفتيشيّات الجنسية علَى تحفيزِ الشهوة الجنسية من خلال ملاحظة أو تخيّلِ شخص ما وهوَ يُدخن وفي بعضِ الأحيان يتخيّل الفتيشيّ نفسه في هذهِ الحالة حتى يصلَ لأقصى درجات الشهوة والاستثارة.

## الخلفية
لا تُعتبر دكاكيرية التدخين مرضًا ولكنّها تدخلُ في إطارِ الممارسة الجنسية غير العاديّة أو غير الطبيعية. جديرٌ بالذكرِ هنا أنّ دراسةً أُجريت عام 2003 وجدت ذكرًا لفتيشيّة التدخين في بعض الصحف والأبحاث الأكاديمة السابقة.

## الأسباب
مثل أي دكاكيرية من أيّ نوع؛ فإنّ أسباب وآليات دكاكيرية التدخين تختلف على نطاق واسع كما تختلفُ من شخص لآخر حيثُ يدخل في ذلك الحياة والتربيّة الجِنسيّة في وقت مبكر مِن مرحلة الطفولة وكذا المراهقة. بشكلٍ عام؛ هذه بعضُ الأسباب النموذجية والفرضيات:
- الجماليات: يُلجئ إلى دكاكيرية التدخين من أجل إشباع العينِ بالجمال خاصّة أنّ رُؤية جانبٍ من الدخان فور خروجه من الفم يُعد أمرًا مثيرًا للبعض.
- الطفولة: المرور بتجربة أو أو أكثر معَ التدخين خلال مرحلة الطفولة.
- الاندفاع: يُنظر إلى هذا النوع منَ الدكاكيرية أحيانًا من منظورِ الرمزية حيثُ يدل على جرأة واندفاع شخصية دونَ اكثراتها لما يقوله أو يراه المُجتمع.
- سلوك الإنسان: تُساهم قضيّة الذكورة أو الأنوثة وكذا لغة الجسد في لجوء البعض إلى فايسبوك التدخين.
- وسائل الإعلام: التعرض المبكر لصور عارضي الأزياء والممثلين الإباحيين الذين يُروجون لهذه الفِكرة خاصة في وسائل الإعلان وكذا الأفلام النّوارة بما في ذلك تلكَ الإباحية.[4]
- الإقناع: ينظر للذين «يُعانونَ» من دكاكيرية التدخين على أنّهم ذوي سلطة ونفوذ داخلَ مُجتمعاتهم.
- التنمية النفسية الجِنسيّة: الظواهر في المرحلة الفمية والمرحلة القضيبية ومن ثمّ مراحل الطفولة والتنمية على أساس نظريّة فرويد.
- السادية المازوخيّة: يشعر دكاكيرية التدخين بالمتعة من خِلال إلحاق الأذى بجسدهم – الناتِج عن استنشاق كيميّات كبيرة منَ النيكوتين – من خٍلال ما بات يُعرف اليوم بمرض تلف الرئة.
- الثقة بالنفس: يُنظر في بعض الأحيان إلى الدكاكيرية المدخنة على أساس أنّها ثائرة وقويّة.
- المحرمات: الرغبة في الاستقلال أو التمرد بشأن قانون التدخين في بعضِ الثقافات.
- الثروة: عمل بعض الأغنياء على اللجوء إلى الدكاكيرية الجنسية التي تخص التدخين للظهور في مظهر غير المُعتاد وقضاء معظم الوقت الفارغ.

## التشخيص
يُشخص بعض الإطباء دكاكيرية التدخين على أساس أنّها مرض؛ وهُنا تشخيصات مُحتملة للحالة بصفة عامّة:
- التخيلات الجنسية غير العاديّة والتي تحدث كل ستة أشهر على الأقل. في بعض الأحيان؛ تكونُ التخيلات الجنسية متطرفة لكنها تكونُ عادية أو بالأحرى في منطقيّة وفي هذه الحالة ليسَ هناك من داع لأيّ علاج طبي.
- تضرر الشخص المتضرر من تجربة تسببت لهُ في عددٍ من المشاكل هذا بالإضافة إلى فقدان الاتصالات الاجتماعية، العمل، إلخ. في هذه الحالة يكونُ الطبيب المُعالج قادرًا على عمل تشخيص واتخاد القرار اللازم اتخاده.[5]